# Джалал ад-Даула
Джалал ад-Даула (*993 або 994 — 1044) — емір Іраку в 1027—1044 роках. Тронне ім'я перекладається як «Чарівність держави». Повне ім'я — Джалал ад-Даула Абу Наср Фіруз Хосров Ширзіл бен Баха ад-Даула Фіруз.

## Життєпис
Походив з династії Буїдів. Другий син шахіншаха Бахі ад-Даули. Народився у 993 або 994 році, діставши ім'я Ширізал, згодом додавши до нього Фіруз Хосров. У 1012 році після смерті батька старшим еміром став його брата Султан ад-Даула, емір Іраку та Фарсу. Останній призначив Ширзіла, що отримав почесне ім'я Джалал ад-Даула, намісником до Басри (важливого порту). У 1021 році підтримав повстання іншого брата Мушаріфа ад-Даули проти старшого еміра. Втім, залишався протягом декількох років напівнезалежним володарем, що маневрував між Мушаріфом та Султаном.
У 1025 році після смерті Мушаріфа аль-Даули спробував захопити Багдад. В цьому він покладався на нового візира Абу Саада Абд аль-Вахід, проте зазнав поразки. В цей час в Багдаді взяла владу тюркська гвардія, що об'єдналася з декільком дейлемітами. Джалал ад-Даула змінив візира на Абу Алі Хасана. Згодом не раз намагався захопити Багдад, проте марно. Також в цю боротьбу втрутився інший брата — Кавам ад-Даула, емір Кермана, що також намагався стати еміром Іраку. В боротьбі з останнім Джалал ад-Даулі допоміг небіж — Абу Каліджар, емір Фарсу. Протягом 1025—1027 років в Іраку фактично володарювали військовики.
Втім у червні 1027 року військовими та дипломатичними заходами Джалалу вдалося захопити Багдад й стати еміром Іраку. Втім незабаром вступив у конфлікт з Абу Каліджаром, який у 1028 році захопив Басру, а 1029 року — Васіт. У 1029 році війська Джалал ад-Даули вдерлися до Хузістану, захопивши місто Ахваз. Втім незабаром вони відступили до Іраку. У 1300 році емір Іраку відправив флот у 1300 військових суден на чолі з візиром Абу Алі Хасаном. У квітні після 3-денної битви біля Васіту війська Джалала ад-Даули здобули перемогу. Втім вже у жовтні того ж року у битві при Аль-Мадхарі зазнали нищівної поразки. Після цього змушений був укласти мир з Абу Каліджаром, за яким Джалал ад-Даула повертав собі Васіт, але втрачав Басру.
1032 році в Багдаді повстали тюркські вояки, що змусили еміра тікати зі столиці. У 1033 році зумів повернутися до влади. У 1033—1034 роках надав свої війська Абу Каліджару, що боровся проти держави Газневідів, війська якої вдерлися до провінції Керман. У 1035 році почалося потужне повстання на чолі з тюркським військовиком Барстоганом, яке Джалал ад-Даула не зміг придушити. У справу втрутився Абу Каліджар, який хоча й не зміг захопити Багдад, проте змусив Джалала у 1036 році визнати свою зверхність.
1037 році тюрки знову вигнали Джалала, запросивши Абу Каліджара правити напряму. Тому зайняв місто Васіт й рушив на Багдада. Втім того ж року за підтримки арабського племені Бану-Асад та Мосульського емірату Джалал ад-Даулі вдалося перемогти Барстогана та його союзника Абу Каліджара й повністю відновити свою самостійність, що закріплено шлюбною угодою. Також Джалал ад-Даула прийняв титул шахіншаха.
Після цього підтвердив союз з Мосулом, уклав також династичний союз з еміром Алеппо. Втім влада обмежувалася переважно центральним і західним Іраком. У 1039 та 1040 роках знову змушений був придушувати заворушення серед тюркських вояків. Помер Джалал ад-Даула у березні 1044 року. Після цього почалася боротьба за трон між сином покійного еміра та Абу Каліджаром, в якій переміг останній.

## Родина
- Аль-Малік аль-Азіз (д/н—1049), намісник Васіту
- донька, дружина Рашида ад-Даули Махмуда Мірдасида, еміра Алеппо
- донька, дружина Абу Мансура, еміра Фарса